# Paul Signac
Paul Signac (11 tháng 11 năm 1863 – 15 tháng 8 năm 1935) là một họa sĩ Tân ấn tượng người Pháp, cùng với Georges Seurat đã phát triển nghệ thuật chấm màu.
Paul Signac tên đầy đủ là Paul Victor Jules Signac sinh ra tại Paris. Ông đã theo học kiến trúc trước khi quyết định theo đuổi hội họa vào tuổi 18.

## Tác phẩm

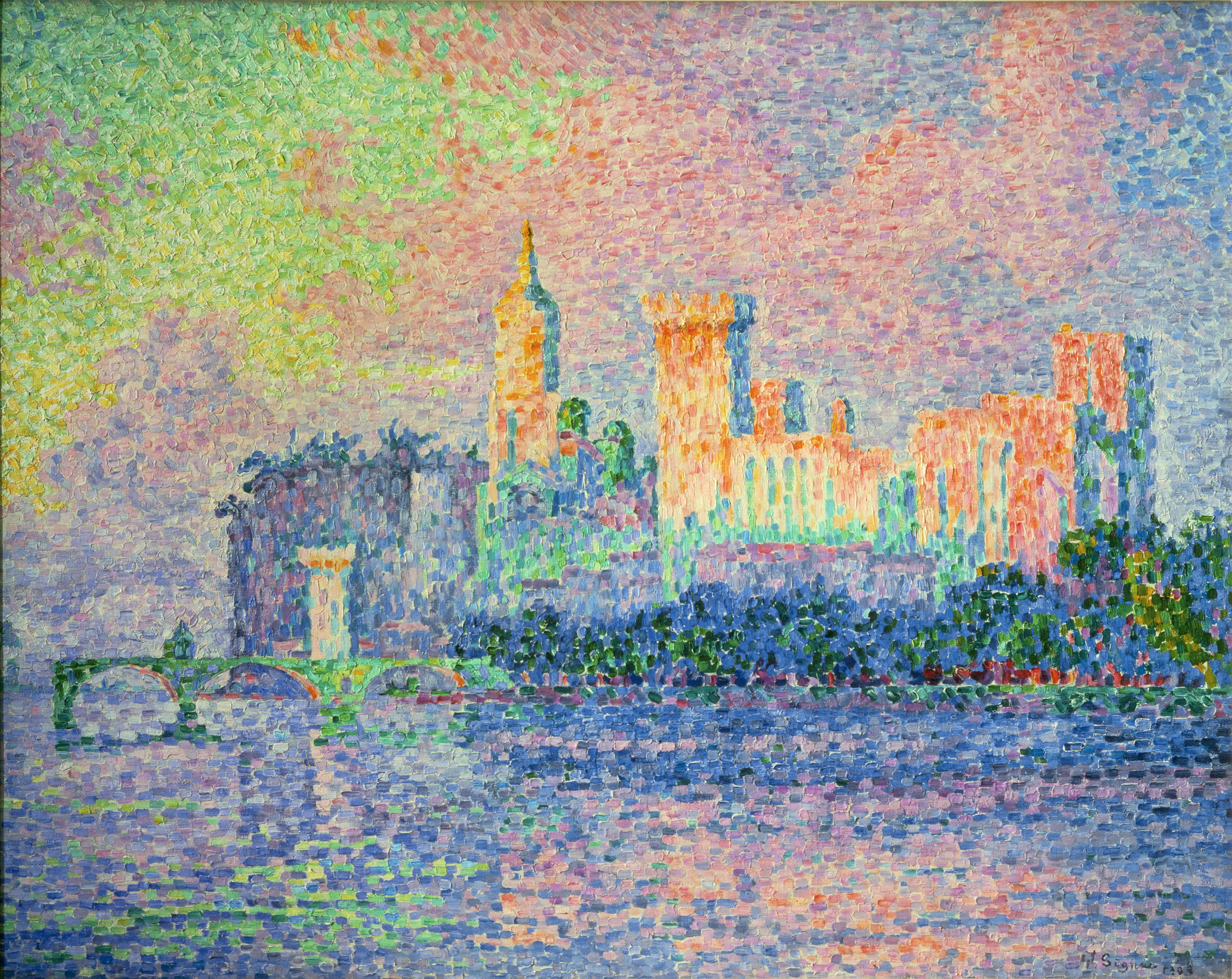
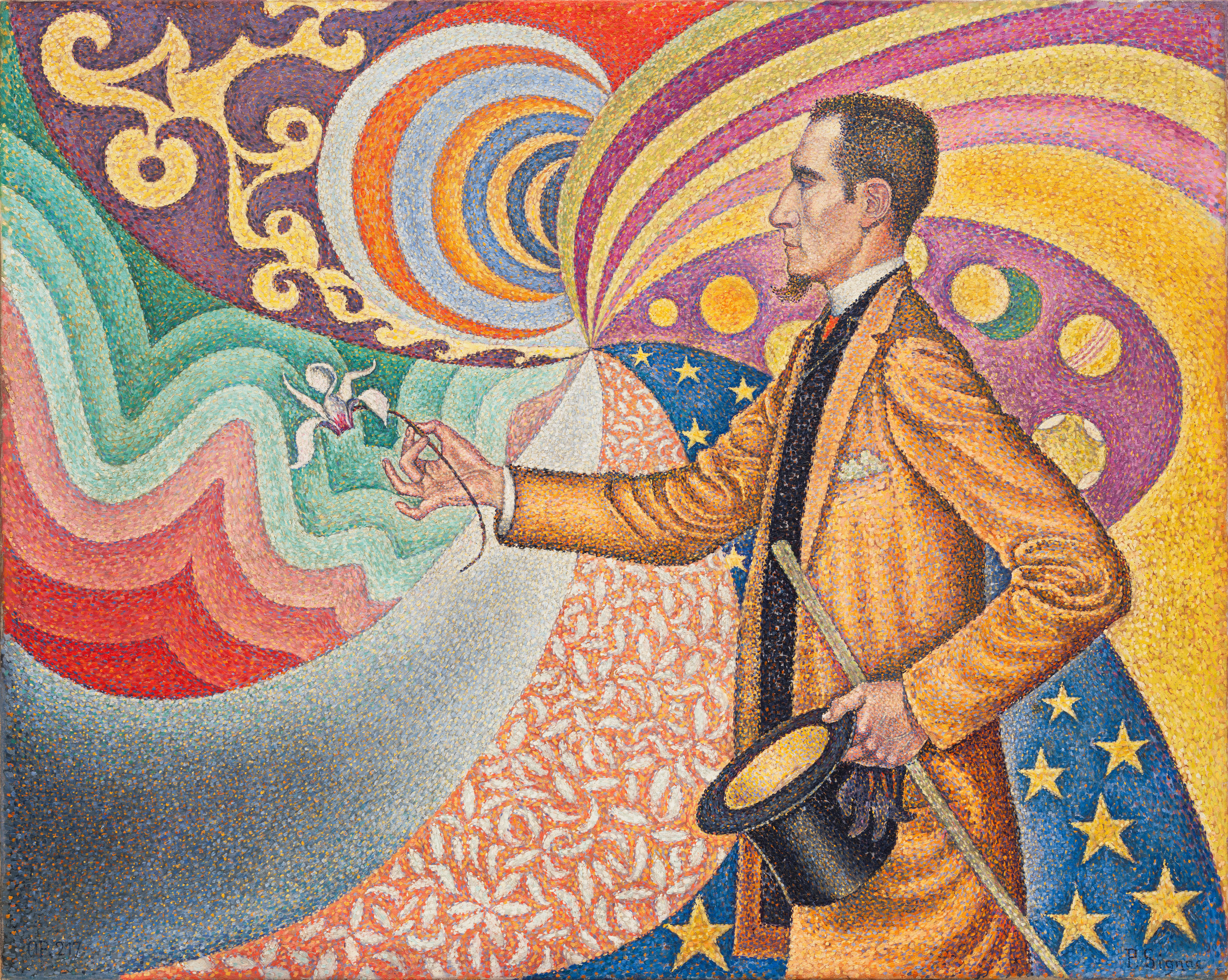
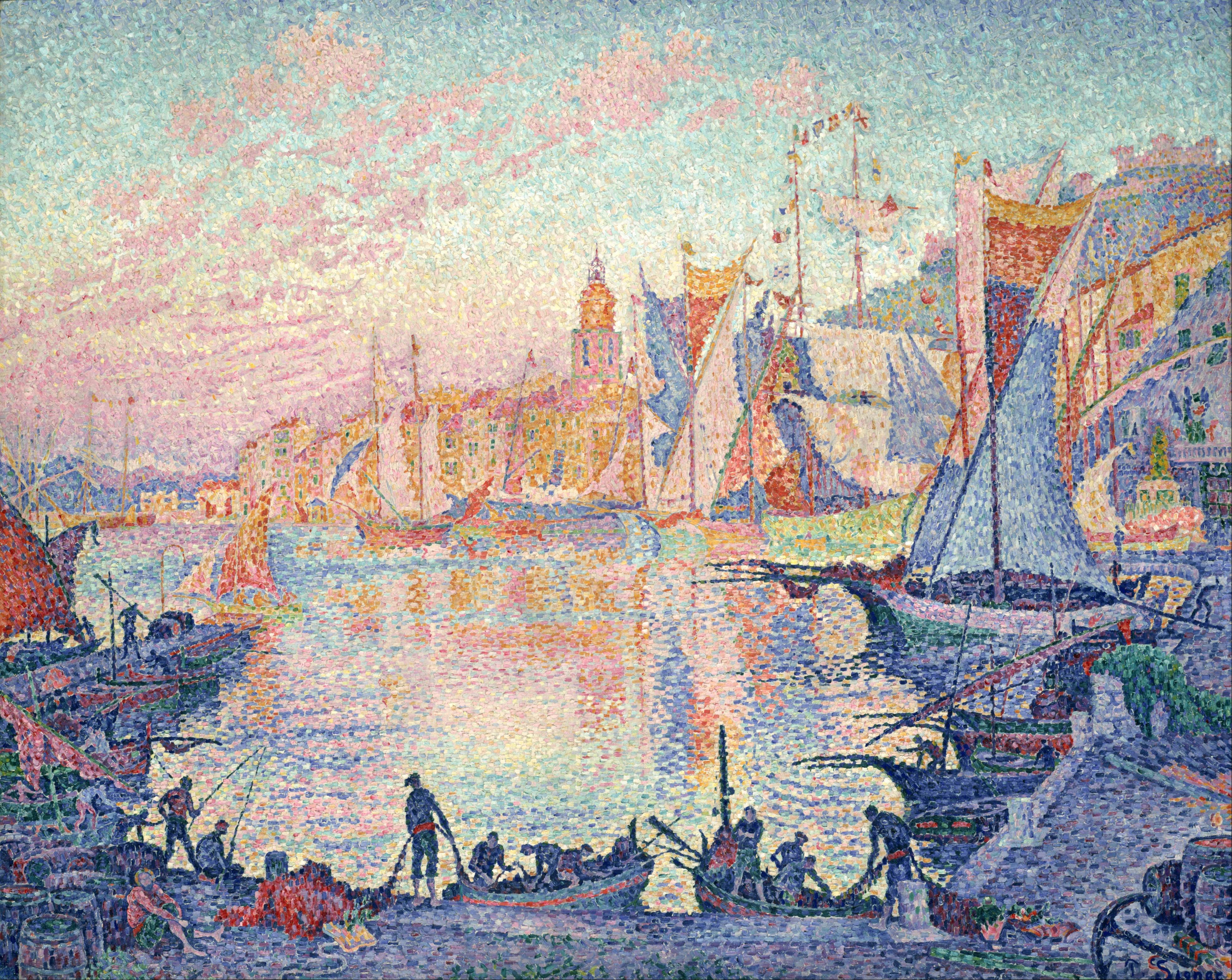
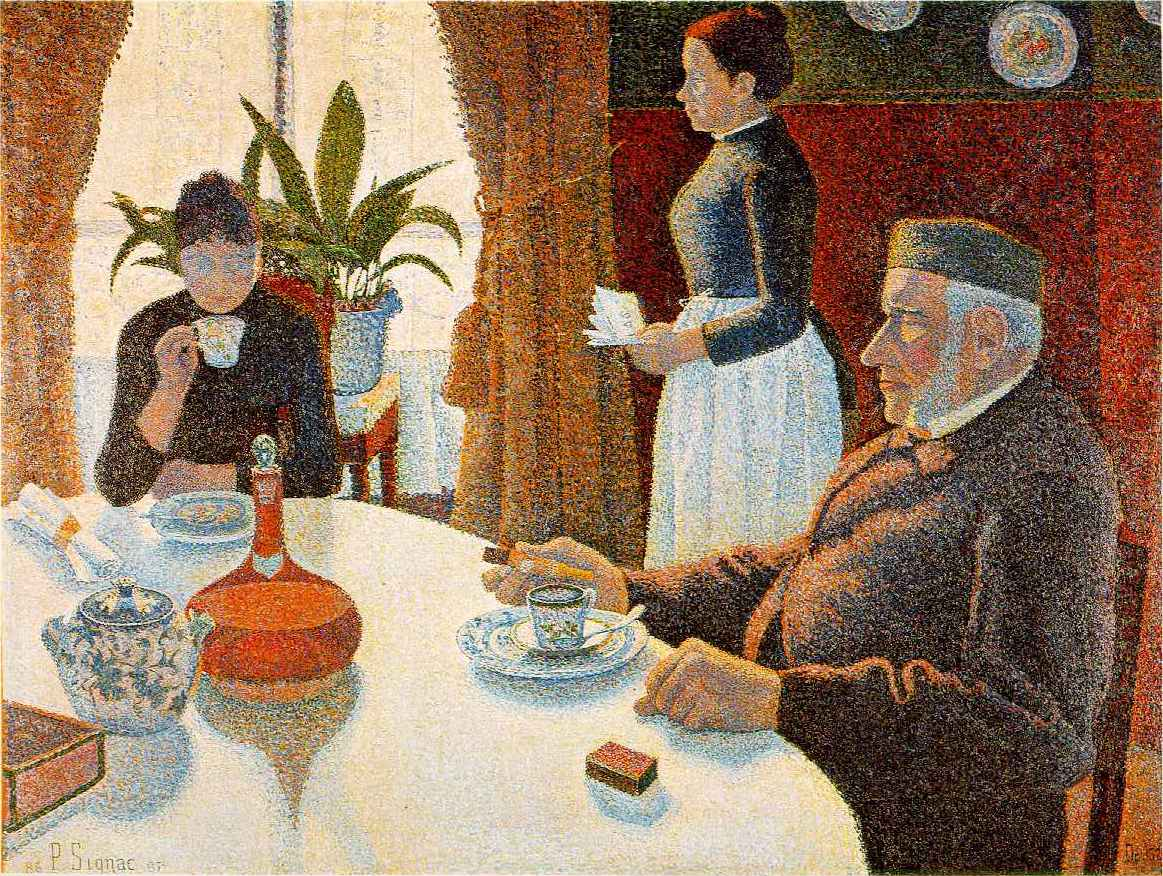